# 晚春站
晚春站（韓語：만춘역）是朝鮮民主主義人民共和國咸镜北道金策市晚春里的一個鐵路車站，属于平罗线。

## 邻近车站
平罗线
日新站 - 晚春站 - 双龙站